# Асенат Боле Одага
Асе́нат Бо́ле Ода́га (Asenath Bole Odaga; *5 липня 1937, Рарієда, Британська Кенія, тепер Кенія — 1 грудня 2014, Кісуму, Кенія) — кенійська письменниця, мовознавиця, фольклористка і видавниця; авторка романів, п'єс, дитячих книжок та інших літературних творів. Посприяла виданню літератури мовами народів Кенії, а також вивченню і популяризації фольклору, писала мовою луо й стала співавторкою посібника з усної літератури для студентів.

## З життєпису
Народилася в Рарієді, Кенія в 1937 році.
Освіту здобула в середній школі для дівчат Альянс та Університеті Найробі. Там же, в alma mater, подала дисертацію на ступінь магістра мистецтв: Educational Values of "Sigendeni Luo": The Kenya Luo Oral Narratives.
У 1982 році Одага заснувала видавництво Lake Publishers і стала першою жінкою-видавцем у Кенії. Пізніше вона відкрила книгарню Thu-Thinda в Кісуму.
У 1986 році Одага заснувала кенійську жіночу літературну групу з метою, щоб твори різними мовами Кенії писались жінками, про і для жінок.
Асенат Боле Одага померла 1 грудня 2014 року.

## З доробку
Літературна спадщина Асенат Боле Одага є об'ємною. Для дорослих авторка писала романи і п'єси на злободенні актуальні теми, як англійською, так і рідною мовою луо.
Письменниця писала книги для дітей, кажучи: «Я думала, що діти мають мати що почитати про своє власне та інших дітей, х якими знайомі, походження, а також про справжніх африканських героїв, з якими вони можуть ідентифікувати себе». Ці історії часто зосереджуються на повсякденному житті дітей.
В галузі мовознавства і фольклористики Асенат Боле Одага є упорядницею словників, розмовників мови луо, а також збірок зразків різних жанрів фольклору народу луо: казок, прислів'їв тощо.
Бібліографія
- English—Dholuo Dictionary[10]
- The Villager's Son (1971)[11]
- Thu tinda : stories from Kenya (1980)[12]
- Yesterday's today : a study of oral literature (1984)[джерело?]
- Ogilo nungo piny kirom (1983)[13]
- The Shade Changes (1984)
- Nyamgondho wuod ombare gi sigendini luo moko (1985)
- The storm (1985)
- Literature for children and young people in Kenya (1985)
- Munde goes to the market (1987), у співавторстві з Adrienne Moore
- A bridge in time (1987)
- Munde and his friends (1987)
- Between the years (1987)
- Jande's ambition (1988)
- The silver cup (1988)
- The hare's blanket. And other stories (1989), у співавторстві з Adrienne Moore
- Poko nyar migumba : gi sigend luo mamoko (1989)
- The diamond ring (1989)
- The angry flames (1989), у співавторстві з Adrienne Moore
- The secret of the monkey rock (1989)[14]
- Riana (1991)
- A night on a tree (1991)
- My home (1991)
- The love ash, rosa and other stories (1992)
- Simbi nyaima (1993)
- Basic English-Luo words and phrases (1993)
- Why the hyena has a crooked neck and other stories (1993)
- Endless road (1995)
- Luo sayings (1995)[15]
- Something for nothing (2001)[16]
- Mogen jabare (2003)[17]
- Nyangi gi Otis (2004)[18]
- The Luo oral literature and educational values of its narratives (2010)[19]

Найавторитетніша кенійська газета Daily Nation назвала Асенат Боле Одагу одним із письменників, які мають найбільший вплив на кенійське суспільство. Вважається, що її творчість вплинула на кенійську письменницю Івонн Адхіамбо Овуор.